# 神朔铁路
神朔铁路，自陕西神木市大柳塔镇至山西朔州市，正线全长266公里，总投资23亿元人民币。是中国第二条西煤东运的大通道神黄铁路的一部分，主要承担神府东胜煤田的煤炭外运任务，单线设计运输能力为3500万吨。2002年3月开工建设复线，复线全线贯通后的运输能力为每年1.4亿吨。
神朔铁路在神木站与包神铁路、神延铁路相连，在朔州站与北同蒲线接轨，在神池南站与朔黄铁路相接。